# Ємассі (Південна Кароліна)
Ємассі (англ. Yemassee) — місто (англ. town) в США, у округах Гемптон і Бофорт штату Південна Кароліна. Населення — 1080 осіб (2020).

## Географія
Ємассі розташоване за координатами 32°41′34″ пн. ш. 80°51′17″ зх. д. / 32.69278° пн. ш. 80.85472° зх. д. (32.692784, -80.854632).  За даними Бюро перепису населення США в 2010 році місто мало площу 11,68 км², уся площа — суходіл.

## Демографія
Згідно з переписом 2010 року, у місті мешкало 1027 осіб у 398 домогосподарствах у складі 269 родин. Густота населення становила 88 осіб/км².  Було 454 помешкання (39/км²).
Расовий склад населення:
| - 54,5 % — чорних або афроамериканців - 41,3 % — білих - 1,4 % — азіатів - 0,5 % — корінних американців - 0,1 % — вихідців з тихоокеанських островів |

До двох чи більше рас належало 1,9 %. Частка іспаномовних становила 2,4 % від усіх жителів.
За віковим діапазоном населення розподілялося таким чином: 30,3 % — особи молодші 18 років, 58,6 % — особи у віці 18—64 років, 11,1 % — особи у віці 65 років та старші. Медіана віку мешканця становила 33,4 року. На 100 осіб жіночої статі у місті припадало 83,4 чоловіків;  на 100 жінок у віці від 18 років та старших — 79,0 чоловіків також старших 18 років.
Середній дохід на одне домашнє господарство  становив 42 545 доларів США (медіана — 36 379), а середній дохід на одну сім'ю — 52 988 доларів (медіана — 57 750). Медіана доходів становила 37 958 доларів для чоловіків та 32 813 долари для жінок. За межею бідності перебувало 26,5 % осіб, у тому числі 41,5 % дітей у віці до 18 років та 26,8 % осіб у віці 65 років та старших.
Цивільне працевлаштоване населення становило 420 осіб. Основні галузі зайнятості: освіта, охорона здоров'я та соціальна допомога — 22,6 %, будівництво — 12,9 %, науковці, спеціалісти, менеджери — 12,6 %.